# 반도체 레이저

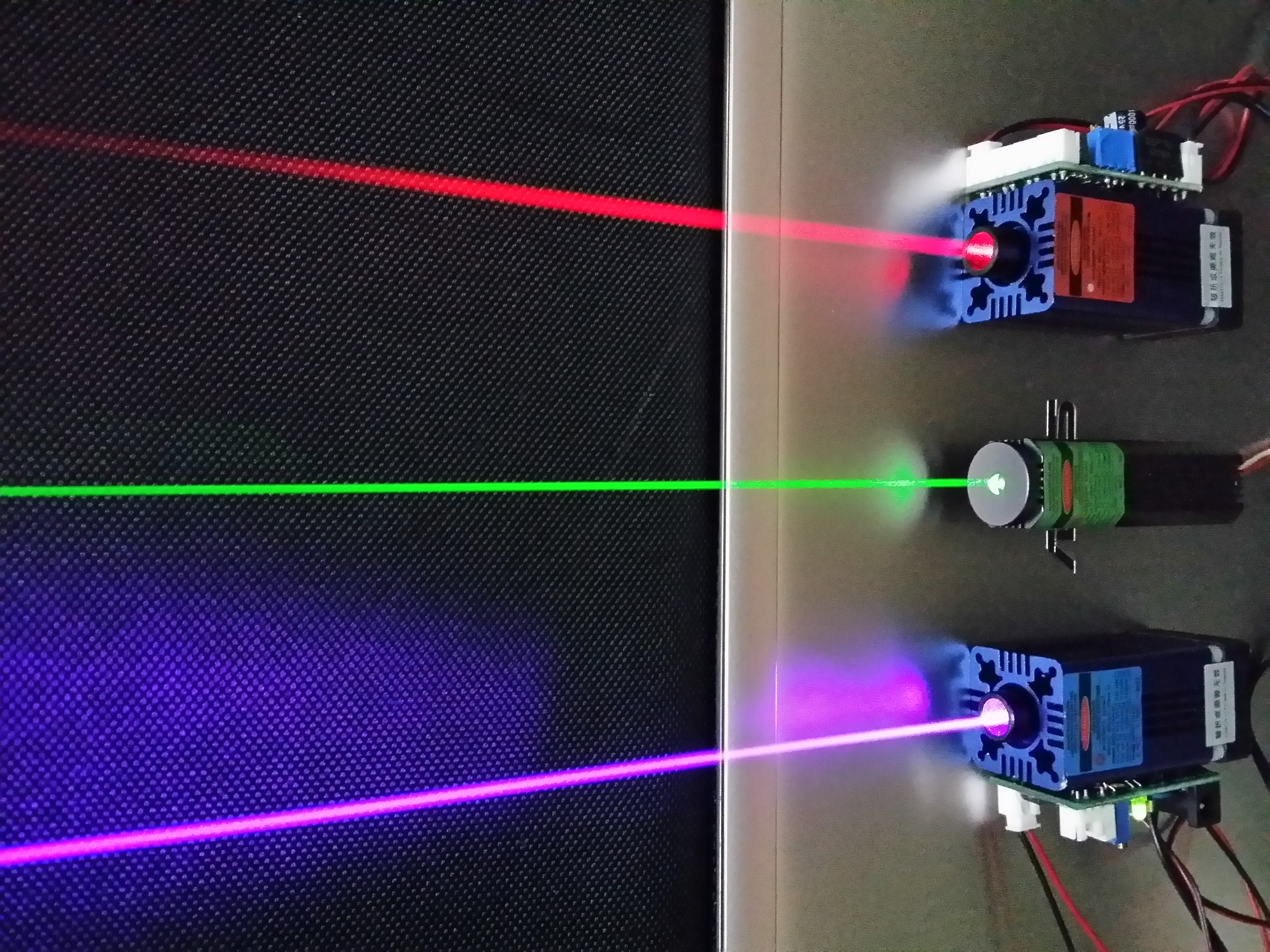
반도체 레이저

반도체 레이저는 다이오드의 일종으로 양단에 전압을 인가하면 정션(접합; junction)에서 결맞는(coherent) 레이저 빛이 나오는 다이오드를 반도체 레이저 다이오드라 한다.
다이오드 레이저는 광학 디스크 드라이브, 레이저 프린터, 레이저 포인터 등에 사용된다.
일반적인 반도체 레이저는 PN 접합 사이에 활성층이 삽입되어 있는 구조로 되어 있고, 활성층의 종류에 따라 threshold전류가 달라진다.
반도체 레이저는 더블헤테로 레이저, 양자우물 레이저, 스트레인 양자우물 레이저, 양자점레이저의 순서로 연구, 개발, 생산되어 왔다.